# رومولو دوس سانتوس دي سوزا
رومولو دوس سانتوس دي سوزا (بالبرتغالية: Rômulo dos Santos de Souza‏) (28 أبريل 1995 بريو دي جانيرو في البرازيل - ) هو لاعب كرة قدم برازيلي في مركز الهجوم لعب سابقاً في نادي الظفرة ونادي اتحاد كلباء .

## وصلات خارجية
- رومولو دوس سانتوس دي سوزا على موقع قاعدة بيانات كرة القدم.إي يو (الإنجليزية)
- رومولو دوس سانتوس دي سوزا على موقع Soccerway.com (الإنجليزية)
- رومولو دوس سانتوس دي سوزا على موقع عالم كرة القدم.نت (الإنجليزية)